# Mariano Palacios Alcocer
Mariano Palacios Alcocer (Santiago de Querétaro, Querétaro; 27 de mayo de 1952) es un abogado y político mexicano que desempeñó como gobernador de Querétaro desde el 1 de octubre de 1985 al 30 de septiembre de 1991. Es miembro del Partido Revolucionario Institucional. Fue secretario del Trabajo y Previsión Social durante el gobierno de Ernesto Zedillo de 1999 a 2000.

## Carrera
Mariano Palacios Alcocer es egresado de la Facultad de Derecho de la Universidad Autónoma de Querétaro y obtuvo un doctorado en leyes en la Universidad Nacional Autónoma de México. Desde joven destacó como orador, en 1971 ganó el concurso nacional anual organizado por el Instituto Nacional de la Juventud. 
Inició su carrera política a la edad de 21 años al ser electo diputado en el Congreso de Querétaro. Entre 1976 y 1979 fue presidente municipal de la capital del estado, Santiago de Querétaro). Fue rector de la Universidad Autónoma de Querétaro en donde acaparó gran simpatía por haberse puesto al frente de una manifestación estudiantil en defensa de la autonomía universitaria durante el gobierno de Rafael Camacho Guzmán. Después fue elegido senador de la República. 
En 1985 fue postulado por el PRI como candidato a gobernador, resultó elegido y gobernó entre 1985 y 1991. Luego ocupó el cargo de procurador federal de protección al ambiente y diputado federal en la 57 legislatura. Fue secretario general de la (CNOP), Embajador de México en Portugal de abril de 1995 a 1997. Mientras ocupaba ese cargo, en 1997 fue designado presidente nacional de PRI, por primera vez, para sustuir a Humberto Roque Villanueva quien renunciaba ante la derrota sufrida por el partido en las elecciones legislativas. Ocupó la presidencia del PRI hasta 1999 cuando tras unas elecciones internas fue designado José Antonio González Fernández, pasando Palacios a ocupar el cargo que aquel tenía, la Secretaría del Trabajo hasta el fin de la presidencia de Ernesto Zedillo.
En 2005 fue designado por segunda vez Presidente Nacional del PRI para sustituir a Roberto Madrazo Pintado en una forma sumamente controvertida, pues no solamente los estatutos del partido prohíben la segunda elección de un exdirigente, sino que fue elegido por sobre el presunto derecho a la sucesión de la entonces secretaria general Elba Esther Gordillo, dando comienzo al periodo más fuerte de confrontación entre la exlideresa magisterial y Madrazo. En febrero de 2007 Mariano Palacios entregó la presidencia del PRI a Beatriz Paredes Rangel.
Como abogado, es notario público en la Ciudad de Querétaro. 
Está casado con Ana María González, tienen 7 hijos.
El 25 de abril de 2013 el Senado de México ratificó la propuesta del presidente Enrique Peña Nieto para nombrarlo embajador de México ante la Santa Sede,cargo ejercido hasta el 31 de agosto de 2016.